# Гигі
Гигі (Notiomystis cincta) — вид горобцеподібних птахів монотипової родини гигієвих (Notiomystidae). Раніше гигі відносили до родини медолюбових (Meliphagidae), але у 2007 році його виокремили у власну родину.

## Поширення
Ендемік Нової Зеландії. Історично гигі був досить поширений на Північному острові. З прибуттям на острів європейців, популяція птаха стала скорочуватися. Причиною стало вирубування лісів для ведення сільського господарства та ввезення хижих ссавців (пацюків, кішок, ласок, тхорів). До 1880-х років залишилась лише невелика популяція гигі на острові Літл-Баррієр. У XX столітті птахів завезли на деякі дрібні острови та у заповідники Північного острова. Станом на 2012 рік, найбільша популяція гигі проживала на острові Літл-Баррієр. На острові Капіті існувало 150 птахів, на Тірітірі-Матангі теж 150 гигі, 65 птахів на заповіднику дикої природи Зеландія та 71 птах на Маунгатаутарі.

## Опис
Невеликий птах вагою 30—40 г. Самець яскраво забарвлений, голова чорна з невеликими білими плямами з боків, на плечах і грудях смужка яскраво-жовтого оперення, на крилах — біла смуга, основне забарвлення оперення — сіро-коричневе. Самиця непримітна, все тіло вкрите сіро-коричневим оперенням з білою смугою на крилах. Дзьоб трохи загнутий вниз, біля основи розташовується пучок вібрисів. Відмінною рисою птахів є їх характерна поза при сидінні на гілці, з сильно піднесеним, спрямованим вгору хвостом.

## Спосіб життя
Птахи активні вдень. Харчуються нектаром, плодами і комахами. Нектар збирають на квітках дерев Fuchsia excorticata, Knightia excelsa і Metrosíderos. Їдять плоди невеликих розмірів, які можна проковтнути цілими. Як правило, це плоди Schefflera digitata, Coprosma arborea, Pseudopanax arboreus та ін. Дрібних комах зазвичай збирають з листя і стовбурів дерев, рідше ловлять на льоту. Гигі не мають чітко обмежених територій, переміщаючись по лісі в залежності від доступності того чи іншого виду їжі. Лише у період розмноження самець починає агресивно охороняти зайняту їм територію.